# Ciglenica Zagorska
Ciglenica Zagorska – wieś w Chorwacji, w żupanii krapińsko-zagorskiej, w gminie Sveti Križ Začretje. W 2011 roku liczyła 620 mieszkańców.